# ブランドX
ブランドX（Brand X、ブランドエックス）は、イギリスのジャズ・ロック、フュージョンのバンド。

## 略歴
1975年にジョン・グッドソール（ギター）、パーシー・ジョーンズ（ベース）、ロビン・ラムリー（キーボード）、ジャック・ランカスター（ウッドウィンド）らで結成。セッションには何人かのドラマーが招かれた。その中にはビル・ブルーフォードもいたがキング・クリムゾンとの契約上正式に参加できず、最終的にジェネシスのフィル・コリンズがその座についた（「コリンズのソロ・プロジェクト」と思われがちであるが、彼はあくまでメンバーの一人としての参加である）。
1976年に第1作アルバム『アンオーソドックス・ビヘイヴィアー』（当時の邦題は『異常行為』）を発表する。タイトなリズムと構成を重視しており、即興性の強いイギリスのジャズ・ロックというよりは、当時アメリカで流行していたフュージョンの色が濃いものだった。どのアルバムも大きなチャートアクションは残していないが、卓越した演奏はジャズ・ロック・ファンの支持を得た。
その後、方向性の違いによってバンドが二分する（「分裂」ではなく、ブランドXの名を共有する2チームがアルバムの中で共存する、という形式であった）など活動の仕方が流動的となるが、バンド自体は1980年まで継続。休止期間を経て1992年からグッドソールとジョーンズが中心となってバンドが復活し、1999年まで活動を続けた。
2016年、グッドソールとジョーンズを中心に、旧メンバーのケンウッド・デナード、そして新加入のクリス・クラーク、スコット・ワインバーガーというラインナップで再結成。ツアーを開始した。
2020年10月、創設メンバーのパーシー・ジョーンズが脱退。そして翌2021年9月、中心的存在であったジョン・グッドソールが肺炎のため入院し、11月に死去。2023年には、創設メンバーのロビン・ラムリーが死去した。

## ディスコグラフィ

### スタジオ・アルバム
- 『アンオーソドックス・ビヘイヴィアー』 - Unorthodox Behaviour (1976年) ※旧邦題『異常行為』
- 『モロッカン・ロール』 - Moroccan Roll (1977年)
- 『マスクス』 - Masques (1978年)
- 『プロダクト』 - Product (1979年)
- 『ドゥ・ゼイ・ハート?』 - Do They Hurt? (1980年)
- 『イズ・ゼア・エニシング・アバウト?』 - Is There Anything About? (1982年) ※当初明言されていなかったが、アウトテイク集。旧邦題『だ・れ・だ？』
- 『Xコミュニケーション』 - Xcommunication (1992年)
- 『マニフェスト・デスティニー』 - Manifest Destiny (1997年)

### ライブ・アルバム
- 『ライヴストック』 - Livestock (1977年)
- 『ライヴ・アット・ザ・ロキシー』 - Live at the Roxy L.A. (1996年)
- 『タイムライン』 - Timeline (2000年)
- But Wait... There's More! - LIVE 2017 (2017年)
- Locked & Loaded (2018年)
- Live from the Rites of Spring Festival (2018年)
- 『ライヴボックス/オフィシャル・ブートレグ』 - Livevox (The Official Bootleg) (2020年) ※6枚組

### コンピレーション・アルバム
- Xtrax (1986年) ※ベスト・アルバム
- 『ミッシング・ピリオド　-異常行為前夜-』 - Missing Period (1997年) ※初期の未発表セッション集
- 『Xファイルズ〜20イヤー・レトロスペクティヴ』 - X-Files: A 20 Year Retrospective (1999年) ※サイド・プロジェクトの楽曲を含む
- Trilogy (2003年) ※『Xコミュニケーション』『マニフェスト・デスティニー』＋1979年のライブ・ディスクで構成
- Nuclear Burn (2014年) ※4CDボックスセット

### 関連アルバム
- 『ピーターと狼』 - The Rock Peter and the Wolf (1975年) ※ジャック・ランカスターとロビン・ラムリーによるアルバム。ヴィヴィアン・スタンシャル、マンフレッド・マン、ゲイリー・ブルッカー、クリス・スペディング、ゲイリー・ムーア、ステファン・グラッペリ、ブライアン・イーノ、キース・ティペット、ジョン・ハイズマン、ビル・ブルーフォード、フィル・コリンズ等をフィーチャー。
- 『マースケイプ』 - Marscape (1976年) ※ジャック・ランカスターとロビン・ラムリーによるアルバム。ジョン・グッドサル、パーシー・ジョーンズ、フィル・コリンズ、バーニー・フロスト、モーリス・パート、サイモン・ジェフスをフィーチャー。
- 『プレジャー・シグナルズ』 - Pleasure Signals (1978年) ※ダニー・ワイルディングとピート・ボーナスによるアルバム。ジョン・グッドサル、フィル・コリンズ、ジョン・ギブリン、プレストン・ヘイマン、モーリス・パート等参加
- 『ヌオヴェ・ムジーケ』 - Nuove Musiche (2000年) ※サラ・ピロー (Sarah Pillow)のアルバム。日本盤表記はブランドX&サラ・ピロー名義。ジョン・グッドサル、パーシー・ジョーンズ、フランク・カッツ、マーク・ワグノン等参加
- 『リミキセズ』 - Remixes (2003年) ※サラ・ピローのアルバム。日本盤表記はサラ・ピロー・ウィズ・ブランドX名義。ジョン・グッドサル、パーシー・ジョーンズ、フランク・カッツ、マーク・ワグノン等参加